# 3. Panzergrenadier-Division
Die 3. Panzergrenadier-Division war ein 1943 nach dem Untergang der 3. Infanterie-Division (mot.) aus den Resten dieser Division aufgestellter Großverband des Heeres der deutschen Wehrmacht im Zweiten Weltkrieg. Vor Beginn des deutschen Angriffs auf die Sowjetunion, war die Vorgängerdivision durch die Umgliederung der 3. Infanterie-Division entstanden.

## Geschichte
Aufgrund der kontinuierlichen Entwicklung des Verbandes seit Aufstellung der 3. Infanterie Division, wird hier eine zusammenfassende Darstellung der aufeinander folgenden Verbände verwendet.

## 3. Infanterie-Division

### Aufstellung
Um Frankfurt (Oder) im Wehrkreis III (Berlin) wurden kurz nach der Machtergreifung fünf neue Kasernen im Westen der Stadt gebaut. Diese lagen am westlichen Stadtring, der bald zur Autobahn weitergeführt wurde. In der Stadt lag die 1. Kavallerie-Division der Reichswehr. Im Frühjahr 1934 wurde diese nach Potsdam verlegt. Teile des Stabes, so z. B. der Ia Oberstleutnant Maximilian Fretter-Pico und der Divisions-Adjutant Hauptmann Hermann Balck, blieben allerdings in Frankfurt zurück um, die Keimzelle eines neuen Divisionsstabes zu bilden. Am 1. Oktober 1934 erhielt dieser Stab unter Oberst Curt Haase die Tarnbezeichnung »Kommandant von Frankfurt«. Die offizielle Umbenennung in 3. Infanterie-Division erfolgte erst am 15. Oktober 1935.
Im August 1939 kurz vor Kriegsbeginn bestand der Verband aus
- Infanterie-Regiment 8 (Standort Frankfurt (Oder))
- Infanterie-Regiment 29 (Guben)
- Infanterie-Regiment 50 (Landsberg an der Warthe)
- Artillerie-Regiment 3 (Frankfurt (Oder))
- Aufklärungs-Abteilung 3 (Fürstenwalde)
- Panzerabwehr-Abteilung 3 (Frankfurt (Oder))
- Pionier-Bataillon 3 (Küstrin)
- Nachrichten-Abteilung 3 (Potsdam)
- und ergänzende Divisionstruppen 3

### Polenfeldzug
Nachdem die Division am 26. August 1939 einsatzbereit war, ging sie am 1. September 1939 im Rahmen des II. Armeekorps der 4. Armee in der Heeresgruppe Nord über die polnische Grenze.
Als die Weichsel überquert war, rückte sie auf Warschau und war an der Einnahme beteiligt (→ Schlacht um Warschau (1939)).
Im Oktober wurde sie in die Eifel verlegt, um die deutsche Westfront zu sichern.

### Westfeldzug
Als am 10. Mai 1940 der Westfeldzug begann, stand sie in vorderster Front und unter dem Befehl des III. Armeekorps der 12. Armee und überschritt die luxemburgische Grenze.
Bei Nouzonville ging die Division über die Maas und übernahm die Flankensicherung für die Panzerkräfte, die in Richtung Kanalküste angriffen.
In der zweiten Feldzugsphase griff sie nach Süden an und sicherte nach Ende des Feldzugs die Demarkationslinie.
Während der Besatzungszeit in Frankreich endete die Divisionsgeschichte bei der Infanterie, da der Verband durch die Umgliederung in eine motorisierte Infanterie-Division zur Waffengattung Schnelle Truppe wechselte.

## 3. Infanterie-Division (mot.)

### Umgliederung
Sie wurde im August 1940 in eine motorisierte Infanterie-Division umgegliedert. Das Infanterie-Regiment 50 gab die Division an die neu aufgestellte 111. Infanterie-Division ab. Die verbleibenden Einheiten wurden motorisiert, teilweise auch umbenannt. Im Juni 1942 kamen die Panzer-Abteilung 103 und die Heeres-Flak-Artillerie-Abteilung 312 neu hinzu.

### Deutsch-Sowjetischer Krieg
Am 22. Juni 1941 stand die neu formierte Division im Nordabschnitt der Ostfront unter dem Kommando der Panzergruppe 4 bereit, um den Angriff auf die Sowjetunion durchzuführen.
Nachdem sie bis September 1941 Demjansk erreicht hatte, verlegte sie zur Heeresgruppe Mitte, um den Angriff auf Moskau zu unterstützen. Sie kam bis Burzewo, 40 Kilometer vor Moskau, musste aber dann zur Verteidigung übergehen und sich wieder zurückziehen.
Bis April 1942 verteidigte die Division im mittleren Frontabschnitt der Ostfront. Als sich die Lage dann einigermaßen stabilisiert hatte, zog man sie aus der Front, frischte sie auf und verlegte sie in den Südabschnitt der Ostfront.
Am 28. Juni 1942 erhielt die Division eine Zuteilung neuer Ausrüstung für die eigene Panzerjäger-Abteilung. Es wurden zwölf Sd.Kfz. 132, also Panzerjäger-Selbstfahrlafette I für 7,62-cm-Pak 36 „Marder II“, vom Heereszeugamt übernommen.
Nach Beginn der Sommeroffensive ging die Division im Verband des XXXXVII. Panzerkorps der 4. Panzerarmeeauf Woronesch am Don vor und eroberte es am 7. Juli 1942.
Danach ging es weiter nach Süden zur 6. Armee, um dort mit dem XIV. Panzerkorps am Angriff in den Donbogen teilzunehmen. Am 11. August wurde Kalatsch am Don erreicht und der Angriff in Richtung Stalingrad-Nord fortgesetzt.
Nach der sowjetischen Offensive, die zur Einkesselung der 6. Armee führte, war auch die 3. Infanterie-Division (mot.) eingeschlossen. Nur wenige Einheiten befanden sich außerhalb des Kessels. Am 31. Januar 1943 gingen die Überlebenden der Kesselschlacht in Gefangenschaft.

## 3. Panzergrenadier-Division

### Aufstellung
Die Umgliederung zur Panzergrenadier-Division war praktisch eine Neuaufstellung, da die alte Division im Kessel von Stalingrad unterging. Nur wenige Teileinheiten, Genesende und Urlauber hatten noch in der alten Division gedient. Zur Neuaufstellung verwandte man die 386. Infanterie-Division (mot.), die in Lyon/Frankreich gerade aufgestellt wurde. Ihre Einheiten erhielten die gleichen Nummern der alten Division. Am 23. Juni 1943 war die Aufstellung abgeschlossen und die Division einsatzbereit.

#### Italien 1943
Im Juli 1943 wurde die neu aufgestellte 3. Panzergrenadier-Division (siehe Gliederung) von Frankreich nach Italien verlegt.
Im September nahm sie an der Entwaffnung des italienischen Heeres teil. Danach erfolgte der Einsatz einer verstärkten Kampfgruppe am US-amerikanischen Landungskopf in Salerno.
Über Neapel im Oktober und Monte Cassino im Januar erfolgte ein langsamer Rückzug nach Norden.
Im Januar Kampf gegen die US-amerikanische Landung bei Anzio-Nettuno.
Am 29. April verließ ein Transport mit 31 neuen Jagdpanzern IV für die Panzerjäger-Abteilung 3 der Division das Heereszeugamt.
Bis Mitte Juni Rückzug bis nördlich von Rom und Verteidigung in der Heinrich-Stellung.
Die Division wurde Mitte August 1944 aus der Front herausgezogen und zur 1. Armee an die Westfront entsandt.

#### Frankreich 1944
Dort kam sie zwischen Marne und Mosel zu ihren ersten Einsätzen.
Ab Mitte Oktober in den Kampfraum um Aachen verlegt, kämpfte sie in der Schlacht um Aachen.
Am 4. Dezember 1944 verließ ein Transport mit 17 neuen Panzer IV/70 (V) für die Panzerjäger-Abteilung 3 der Division das Heereszeugamt.

#### Ardennenoffensive
Ab 20. Dezember 1944 im Rahmen der Ardennenoffensive eingesetzt, kämpfte sie im Bereich der 6. Panzerarmee um Bastogne.
Nach dem Scheitern der Offensive erfolgte der Rückzug auf den Rhein südlich von Köln, ins Siegerland und den Raum um Iserlohn.

### Kapitulation
Im Raum Iserlohn erfolgte am 16. April 1945 die Kapitulation.

## Kriegsverbrechen
Während des Krieges kam es auch durch Angehörige der Wehrmacht immer wieder zu Straftaten die als Kriegsverbrechen zu bewerten sind. Insbesondere aus der Zeit der 3. Panzergrenadier-Division in Italien sind aufgrund der guten Aufarbeitung der dortigen Ereignisse Kriegsverbrechen bekannt geworden. Der Autor Carlo Gentile schätzt, dass Angehörige der 3. Panzergrenadier-Division etwa 200 Zivilisten zwischen September 1943 und August 1944 in Italien getötet haben. Zu ähnlichen Ergebnissen kommt das von der Deutschen Bundesregierung finanzierte und von einer Historikerkommission geleitete Projekt Atlante degli Stragi Naziste e Fasciste in Italia (dt. Atlas der nazistischen und faschistischen Massaker in Italien).

### Kriegsverbrechen durch Angehörige der Division

#### Aufstand in Neapel 1943
Zu ersten Exzessen gegen die Zivilbevölkerung kam es während und im Anschluss des Aufstands in Neapel durch die Panzer-Abteilung 103.

#### Geiseltötungen bei Cassino 1943
Im Oktober wurden in Cassino als Reaktion auf einen Anschlag auf die Abteilung fünf Geiseln erhängt.

#### Massaker von Caiazzo 1943
Angehörige des Grenadier-Regiments 29 (mot.) zeichneten im gleichen Monat für das Massaker von Caiazzo verantwortlich, bei dem auch unschuldige Frauen und Kinder getötet wurden. Wobei deutsche Gerichte hierbei ein eigenmächtiges Handeln der Täter gegen die Zivilbevölkerung angenommen haben.

#### Weitere Tötungen in der Volturno-Stellung 1943
In der näheren und weiteren Umgebung von Caiazzo nördlich von Neapel wurden laut Carlo Gentile etwa 60 Zivilisten von Angehörigen des Grenadier-Regiments (mot.) getötet.

#### Bandenbekämpfung in der Toskana 1944
Im Sommer 1944 war das gleiche Regiment bei der Bandenbekämpfung in der Toskana im Raum Grosseto eingesetzt.

#### Erschießungen von Zivilisten im August 1944
Ende Juli 1944 wurden als Antwort auf einen Partisanenangriff 29 Zivilisten bei Empoli sowie weitere 13 Mitte August in San Piero a Ponti bei Florenz erschossen.

#### Frankreich August 1944
Nach der Verlegung der Division nach Frankreich begingen Angehörige der Division weitere Kriegsverbrechen. So Ende August 1944 verübten sie das Massaker im Tal der Saulx bei Robert-Espagne, Beurey-sur-Saulx und anderer angrenzender Gemeinden, bei denen 86 Zivilisten durch Angehörige des Grenadier-Regiment 29 (mot.) getötet wurden.

### Kriegsverbrechen an Angehörigen der Division

#### Massaker von Chenogne
Dabei wurden mehrere Dutzend Soldaten der Division Opfer des Massakers von Chenogne am Neujahrstag 1945.

## Gliederung
Durch die Zugehörigkeiten zu unterschiedlichen Truppengattungen (Infanterie/Schnelle Truppe/Panzertruppe) ergaben sich unterschiedliche Gliederungen des Verbandes während der Kriegszeit. Zur Veranschaulichung:
| 3. Infanterie-Division August 1939                                        | 3. Infanterie-Division (mot.) August 1940                      | 3. Panzergrenadier-Division Neuaufstellung Juni 1943         |
| ------------------------------------------------------------------------- | -------------------------------------------------------------- | ------------------------------------------------------------ |
|                                                                           |                                                                | - Panzer-Abteilung 103                                       |
| - Infanterie-Regiment 8 - Infanterie-Regiment 29 - Infanterie-Regiment 50 | - Infanterie-Regiment (mot.) 8 - Infanterie-Regiment (mot.) 29 | - Grenadier-Regiment (mot.) 8 - Grenadier-Regiment (mot.) 29 |
|                                                                           | - Kradschützen-Bataillon 53                                    |                                                              |
| - Artillerie-Regiment 3                                                   | - Artillerie-Regiment (mot.) 3                                 | - Panzer-Artillerie-Regiment 3                               |
|                                                                           | - Heeres-Flak-Artillerie-Abteilung 312                         | - Heeres-Flak-Artillerie-Abteilung 312                       |
| - Aufklärungs-Abteilung 3                                                 | - Aufklärungs-Abteilung (mot.) 53                              | - Panzer-Aufklärungs-Abteilung 103                           |
| - Panzer-Abwehr-Abteilung 3                                               | - Panzer-Jäger-Abteilung 3                                     | - Panzer-Jäger-Abteilung 3 (erst ab Juni 1944)               |
| - Pionier-Bataillon 3                                                     | - Pionier-Bataillon (mot.) 3                                   | - Panzer-Pionier-Bataillon 3                                 |
| - Nachrichten-Abteilung 3                                                 | - Nachrichten-Abteilung (mot.) 3                               | - Panzer-Nachrichten-Abteilung 3                             |

## Kommandeure
(Angegeben ist der jeweils letzte Dienstgrad im entsprechenden Zeitraum.)

### 3. Infanterie-Division
- Generalmajor Curt Haase, 4. April 1934 bis 3. Juli 1936
- Generalleutnant Walter Petzel, 3. Juli 1936 bis 11. Oktober 1938
- Generalleutnant Walter Lichel, 11. Oktober 1938 bis 1. Oktober 1940

### 3. Infanterie-Division (mot.)
- Generalleutnant Paul Bader, 1. Oktober 1940 bis 25. Mai 1941
- Generalleutnant Curt Jahn, 25. Mai 1941 bis 1. April 1942
- Generalleutnant Helmuth Schlömer, 1. April 1942 bis 15. Januar 1943
- Oberst i. G. Jobst Freiherr von Hanstein, 15.–28. Januar 1943

### 3. Panzergrenadier-Division
- Generalleutnant Fritz-Hubert Gräser, 1. März 1943 bis 1. Juni 1944
- Oberst Hans Hecker, März 1944 (mit der Führung beauftragt)
- Generalleutnant Hans-Günther von Rost, 1.–25. Juni 1944
- Generalmajor Hans Hecker, 25. Juni bis 3. Oktober 1944
- Generalmajor Kurt Cuno, Oktober 1944
- Oberst Emmanuel von Kiliani, Oktober 1944
- Generalleutnant Walter Denkert, Oktober 1944 bis April 1945

## Ritterkreuzträger
| Name                                            | Auszeichnung | Verleihungsdatum | Dienstgrad        | Einheit                                    | Bemerkung       |
| ----------------------------------------------- | ------------ | ---------------- | ----------------- | ------------------------------------------ | --------------- |
| Fritz-Hubert Gräser                             | Eichenlaub   | 26. Juni 1944    | Generalleutnant   | Kdr. 3. Panzergrenadier-Division           | als 517. Soldat |
| Rudolf Haen                                     | Eichenlaub   | 21. Sep. 1944    | Major             | Kdr. Pz.Abt 103                            | als 590. Soldat |
| Helmuth Schlömer                                | Eichenlaub   | 23. Dez. 1942    | Generalmajor      | Kdr. 3. Inf.Div (mot.)                     | als 161. Soldat |
| Walter Littmann                                 | Ritterkreuz  | 17. Apr. 1945    | Hauptmann         | Fhr. I./Pz.Gren.Rgt 8                      |                 |
| Karlheinz Zillis                                | Ritterkreuz  | 11. Dez. 1944    | Leutnant d.R.     | Fhr. 10./Gren.Rgt 8 (mot.)                 |                 |
| Sigurd-Horstmar Freiherr von Beaulieu-Marconnay | Ritterkreuz  | 20. Jan. 1943    | Oberst            | Kdr. Gren.Rgt 29 (mot.)                    |                 |
| Ernst Borchert                                  | Ritterkreuz  | 29. Sep. 1941    | Oberleutnant      | Chef 1./Inf.Rgt 29 (mot.)                  |                 |
| Ernst Jettung                                   | Ritterkreuz  | 4. Juni 1944     | Oberfeldwebel     | Zugführer i. d. 1./Gren.Rgt 29 (mot.)      |                 |
| Hermann Kracht                                  | Ritterkreuz  | 25. Dez. 1944    | Oberfeldwebel     | Zugführer i. d. 12.(MG)/Gren.Rgt 29 (mot.) |                 |
| Norbert Semrau                                  | Ritterkreuz  | 6. Apr. 1944     | Leutnant d.R.     | Zugführer i. d. 1./Gren.Rgt 29 (mot.)      |                 |
| Gerhard Türke                                   | Ritterkreuz  | 17. Dez. 1942    | Oberleutnant d.R. | Chef 3./Inf.Rgt 29 (mot.)                  |                 |
| Gerhard Walter                                  | Ritterkreuz  | 1. Jan. 1944     | Oberfeldwebel     | Zugführer i. d. 5./Gren.Rgt 29 (mot.)      |                 |
| Werner Beschnidt                                | Ritterkreuz  | 4. Okt. 1944     | Oberleutnant      | Fhr. 2./Pz.Abt 103                         |                 |
| Rudolf Haen                                     | Ritterkreuz  | 18. Dez. 1942    | Hauptmann         | Chef 1./Pz.Abt 103                         |                 |
| Fritz Scherf                                    | Ritterkreuz  | 30. Sep. 1944    | Oberfeldwebel     | Zugführer i. d. 2./Pz.Abt 103              |                 |
| Ewald von Stünzner                              | Ritterkreuz  | 10. Sep. 1942    | Hauptmann         | Chef 3./Pz.Abt 103                         |                 |
| Hans Walz                                       | Ritterkreuz  | 14. Apr. 1945    | Oberleutnant      | Chef 1./Pz.Abt 103                         |                 |
| Wilhelm Wolf                                    | Ritterkreuz  | 7. Aug. 1942     | Stabsfeldwebel    | Zugführer i. d. 2./Pz.Abt 103              |                 |
| Karl-Arthur Apitzsch                            | Ritterkreuz  | 4. Nov. 1943     | Oberleutnant      | VB i. d. 4./Art.Rgt 3 (mot.)               |                 |
| Paul Becker                                     | Ritterkreuz  | 25. Okt. 1942    | Obergefreiter     | Richtkanonier i. d. 10./Art.Rgt 3 (mot.)   |                 |
| Heinrich Schwarz                                | Ritterkreuz  | 15. Jan. 1943    | Obergefreiter     | Richtkanonier i. d. 10./Art.Rgt 3 (mot.)   |                 |
| Adolf-Hilmar von Tippelskirch                   | Ritterkreuz  | 29. Sep. 1941    | Oberleutnant      | Chef 1./Art.Rgt 3 (mot.)                   |                 |
| Helmut Speckenheier                             | Ritterkreuz  | 7. Okt. 1942     | Oberleutnant      | Fhr. 3./Heeres-Flak.Art.Abt 312            |                 |
| Harry Mirau                                     | Ritterkreuz  | 13. Nov. 1942    | Gefreiter         | Richtschütze i. d. 3./Pz.Jäg.Abt 3         |                 |
| Gerhard Ball                                    | Ritterkreuz  | 23. Nov. 1941    | Hauptmann         | Fhr. Aufkl.Abt 53 (mot.)                   |                 |
| Albrecht Erdmann                                | Ritterkreuz  | 12. Sep. 1941    | Oberstleutnant    | Kdr. KradSchtz.Btl 53                      |                 |
| Walter Stracke                                  | Ritterkreuz  | 21. Nov. 1942    | Oberleutnant d.R. | Chef 2./KradSchtz.Btl 53                   |                 |
| Otto Heinze                                     | Ritterkreuz  | 6. Nov. 1942     | Oberfeldwebel     | Zugführer i. d. 2./Pi.Btl 3 (mot.)         |                 |
| Paul-Georg Schubert                             | Ritterkreuz  | 2. März 1944     | Oberfeldwebel     | Zugführer i. d. 3./Pi.Btl 3 (mot.)         |                 |
| Werner Wegener                                  | Ritterkreuz  | 24. Dez. 1944    | Major d.R.        | Kdr. Pi.Btl 3 (mot.)                       |                 |
| Gerhard Wehrmann                                | Ritterkreuz  | 3. Nov. 1944     | Hauptmann         | Fhr. Felders.Btl 3                         |                 |

## Bekannte Divisionsangehörige
- Bernhard Bechler (1911–2002), Innenminister des Landes Brandenburg in der Sowjetischen Besatzungszone und General der Nationalen Volksarmee
- Alexander Gunther Friedrich (1923–2023), Forstwissenschaftler und Diplomat
- Friedrich Gustav Jaeger (1895–1944), hingerichtet, Widerstandskämpfer des 20. Juli 1944
- Ulrich de Maizière (1912–2006), Offizier in Reichswehr, Wehrmacht und Bundeswehr, von 1966 bis 1974 vierter Generalinspekteur der Bundeswehr
- Hans-Christian Pilster (1914–1989), war Generalmajor der Bundeswehr und Abteilungsleiter im Bundesnachrichtendienst
- Hubertus von Preußen (1909–1950), preußischer Prinz und Enkel Kaiser Wilhelms II.
- Karl Schnell (1916–2008), General und Staatssekretär, ab 1. Oktober 1975 Oberbefehlshaber der Alliierten Streitkräfte Europa-Mitte (CINCENT) und ab 11. Januar 1977 Staatssekretär im Bundesministerium der Verteidigung
- Curt Siewert (1899–1983), war 1957 als Generalmajor des Heeres der Bundeswehr, stellvertretender Kommandierender General des III. Korps